# Долно Ябълково
Долно Ябълково е село в Югоизточна България. То се намира в община Средец, област Бургас.

## География
Село Долно Ябълково се намира в Странджа на 7 km от границата с Турция, на 30 km от общинския център Средец и на 60 km от областния център Бургас.

## История
Старото име на селото е долно Алмалий.

## Културни и природни забележителности
Долмените Беглик Таш край Приморско и Големият камък (или Марков камък) край Долно Ябълково, са от XII – VII век преди Христа. За тази култура са характерни каменните светилища, соларните кръгове и гробници (долмени), свързани с религиозните практики на траките към Слънцето и мъртвите. Долмените са пръснати навсякъде из Странжда. Най-добре запазените са край селата Кирово, Белеврен, Граничар и Горно Ябълково.
Тракийското светилище, намиращо се на 3 км от с. Долно Ябълково, е свързано с култа към плодородието. Високият 8 метра камък е с уникална форма. В плоските скали са изсечени каменни ниши. Стълбичка води нагоре към върха на камъка. Гледан от западната част, мегалитът прилича на един от основните камъни на друго тракийско култово място край Приморско – Бегликташ. Най-отгоре върху Марковия камък са двете кладенчета, наречени „очите на Бога“.
В приказките се разказва, че в долмените живеели змейове, които крадели най-личните моми и ергени от селото. Предания от Възраждането свързват Крали Марко с мистериозното място. Когато минавал през Странджа на път за Истанбул, юнакът взел камъче и го метнал зад гърба си. То паднало на 3 метра и останало там завинаги. Хората го нарекли Марков камък. Странджа пази и стъпките на Крали Марко. А за една от скалните ниши, от която днес събират лековита вода, се знае, че била използвана от исполина за солница.
Друго предание гласи, че Света Богородица е изпуснала камъка. Божията майка искала да помогне на император Константин в изграждането на крепостната стена на Константинопол и понесла камъни в една престилка. Един от тях изтървала край Долно Ябълково. Сега на мястото ходят жени, които искат рожба, а богородичният скален отломък лекува безплодие.

## Население

### Етнически състав
Преброяване на населението през 2011 г.
Численост и дял на етническите групи според преброяването на населението през 2011 г.:
|                     | Численост |
| Общо                | 18        |
| Българи             | 18        |
| Турци               | -         |
| Цигани              | -         |
| Други               | -         |
| Не се самоопределят | -         |
| Неотговорили        | -         |

## Личности
Родени в Долно Ябълково
- Георги Иванов (1883 - ?), деец на ВМОРО, участник в Илинденско-Преображенското въстание в 1903 година с четата на Георги Тенев[3]